# Planeur de compétition
Les planeurs de compétition sont répartis en différentes classes.
Ces catégories sont définies dans le chapitre 7 du document FAI « Sporting Code Section 3 - Gliding »

## Classe libre
- OBS 1 : aucune limitation, tout est permis
- OBS 2 : ce sont généralement des planeurs monoplaces ou biplaces, d'une grande envergure (25 à 31 m)
- OBS 3 : lors des championnats internationaux, la masse MAXI au décollage est limitée à 850 kg
- OBS 4 : d'après les résultats des compétitions récentes, les planeurs les plus performants, sont :
  - soit des monoplaces : --- ASW 22BL --- Nimbus 4 --- EB 29 --- Nimeta --- Quintus ---
  - soit des biplaces   : --- ASH 25 --- EB 28 édition --- Nimbus 4D --- Lak 20 --- ETA ---

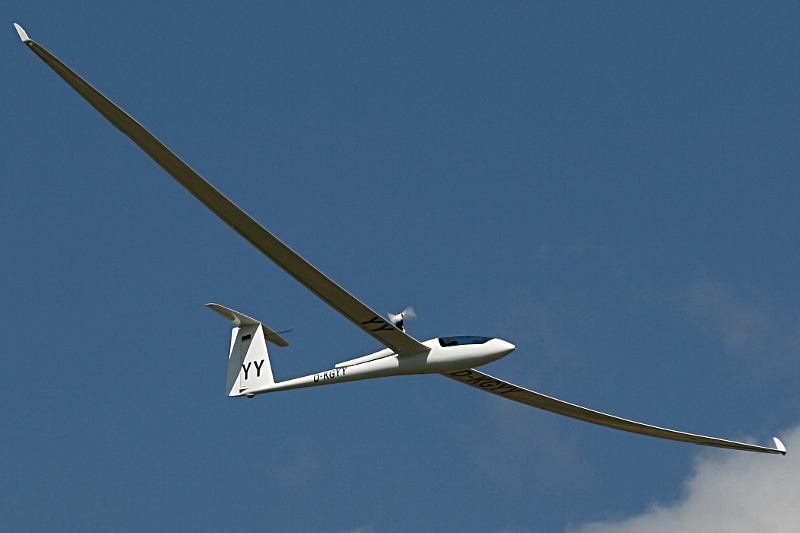
Nimeta
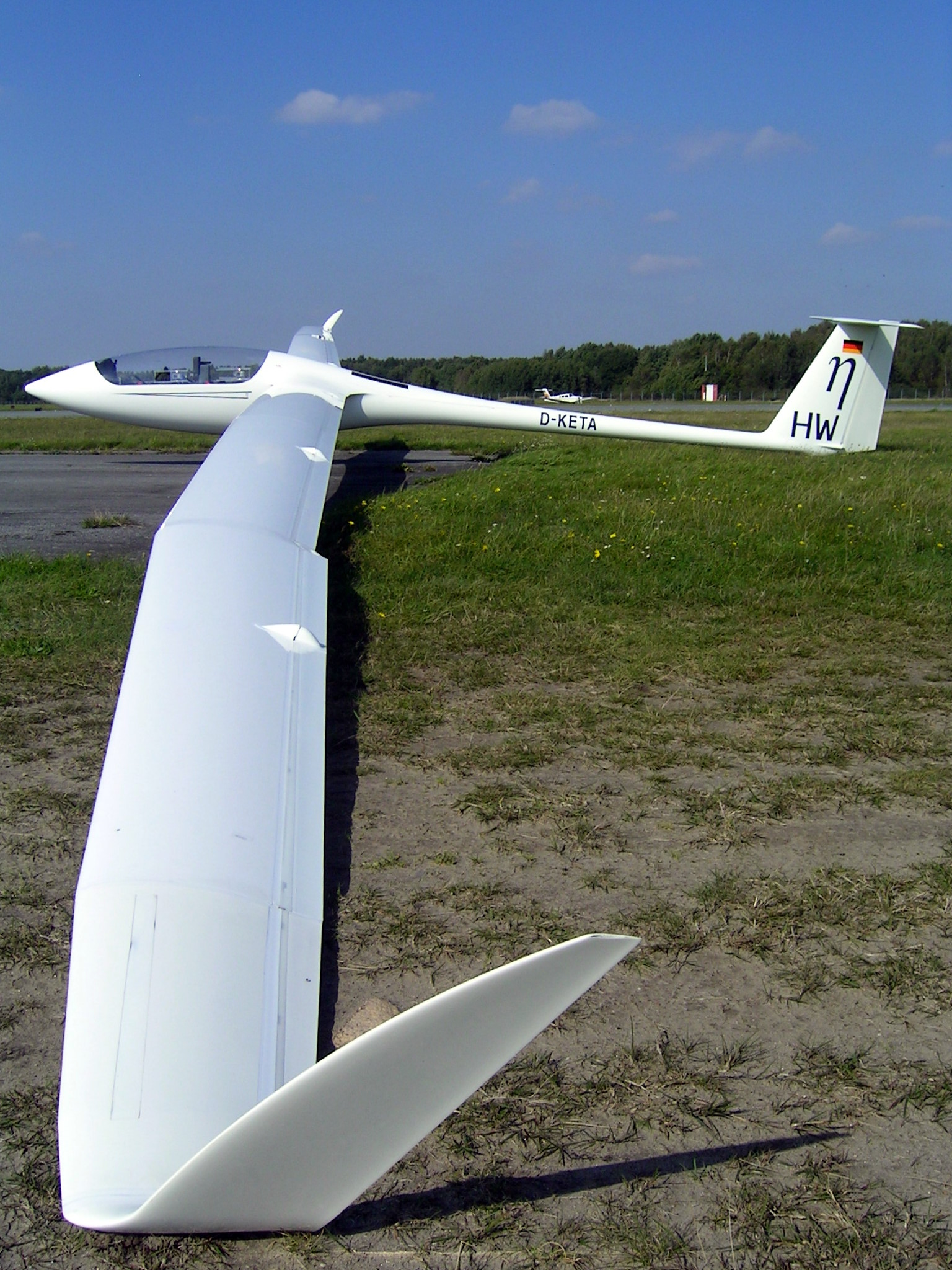
Eta

## Classe 18 mètres
- OBS 1 : une seule limitation (envergure : 18 m maxi)
- OBS 2 : ce sont des planeurs monoplaces
- OBS 3 : lors des championnats internationaux, la masse maximale au décollage est limitée à 600 kg
- OBS 4 : d'après les résultats des compétitions récentes, les planeurs les plus performants, sont :
  - les monoplaces : --- ASG 29 --- ASH 26 --- ASH 31 --- ASW 28 --- Ventus 2c --- Discus 2c ---  LS 10 --- LS 8 --- DG 808 --- Lak 17 --- Antares 18 --- JS 1b --- HpH 304 (en) ---

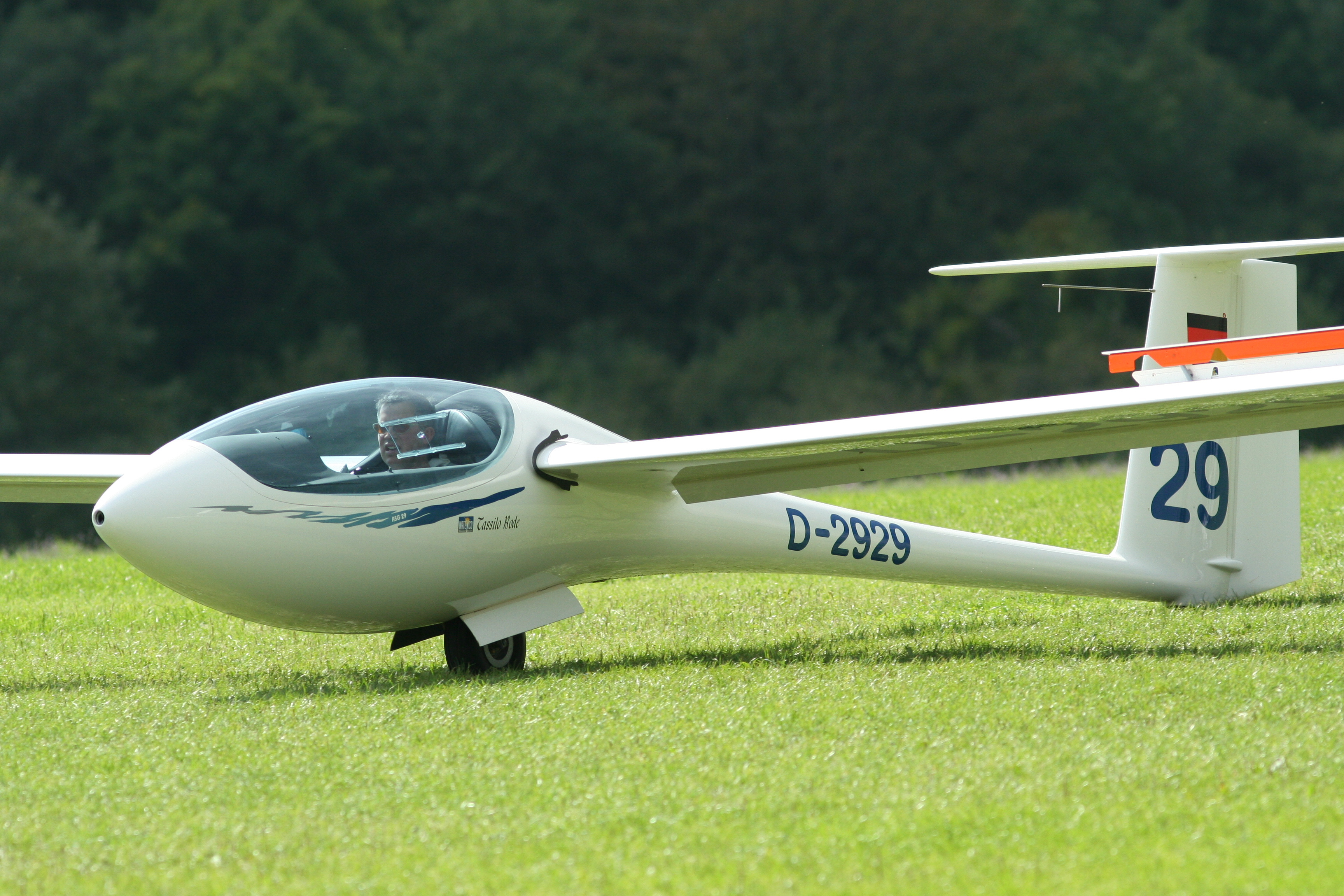
ASG 29
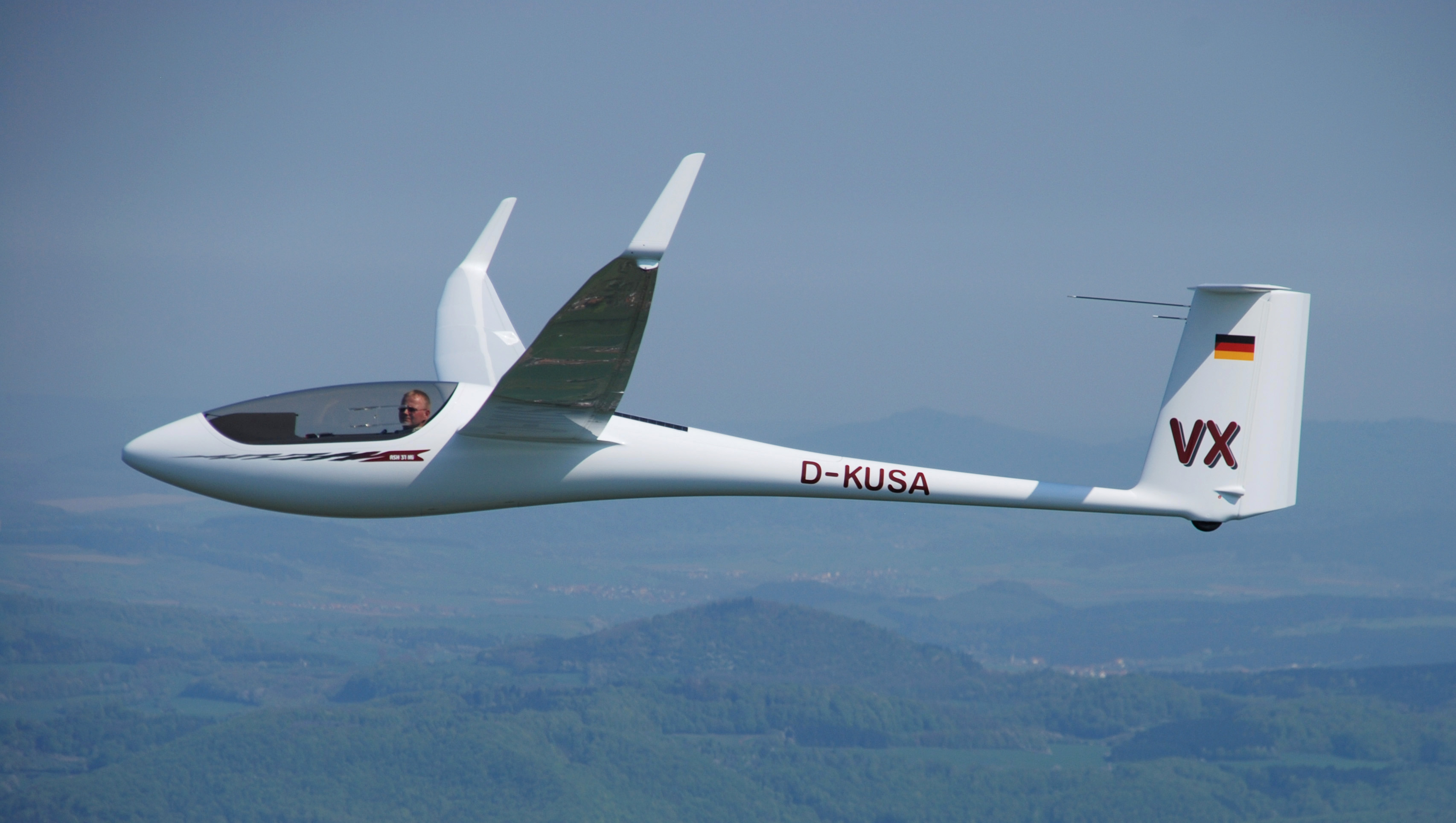
ASH 31
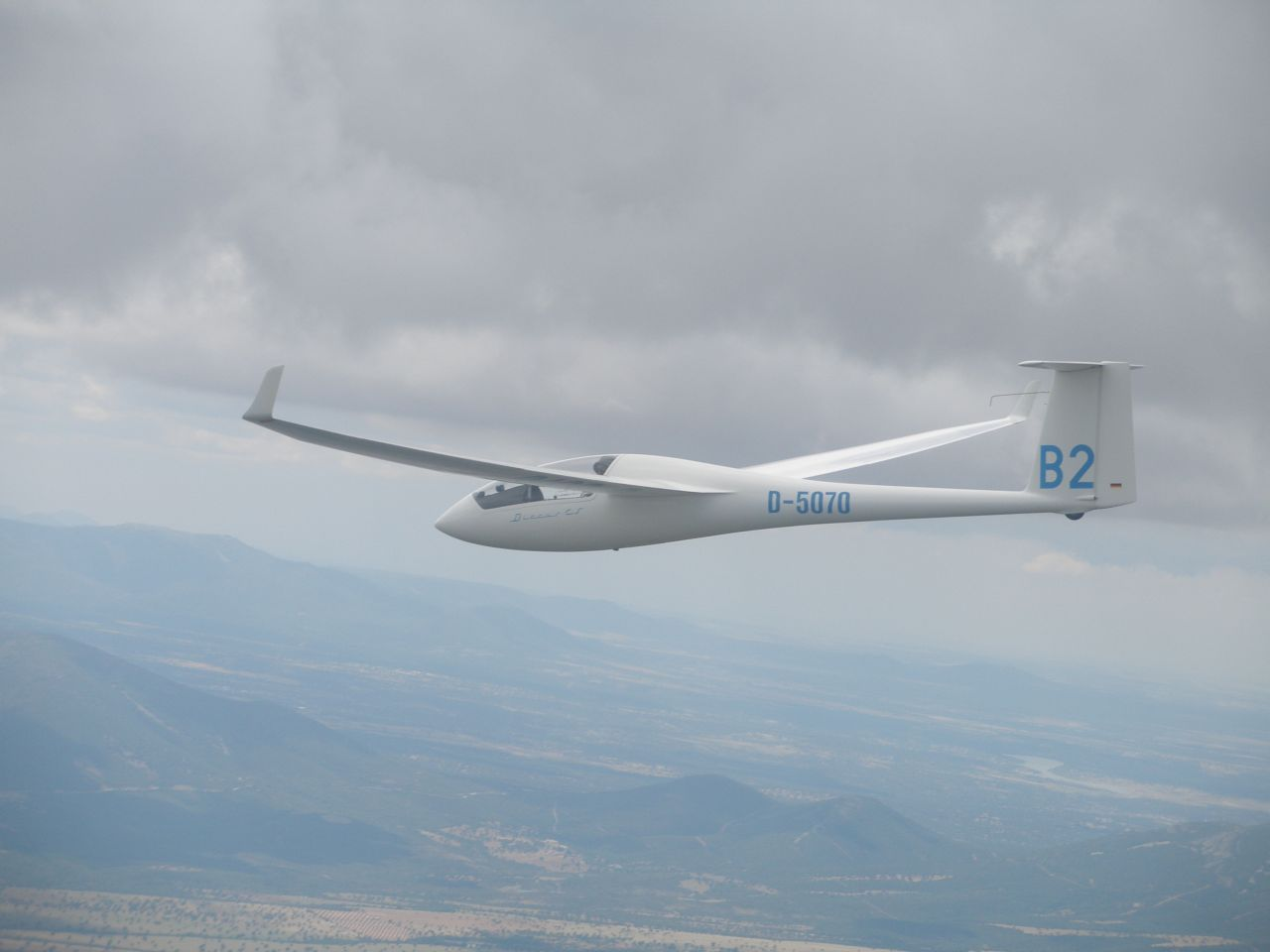
Discus

## Classe 15 mètres
- OBS 1 : une seule limitation (envergure : 15 m maxi)
- OBS 2 : ce sont des planeurs monoplaces (ils sont pratiquement tous munis de volets de courbure)
- OBS 3 : lors des championnats internationaux, la masse maximale au décollage est limitée à 525 kg
- OBS 4 : d'après les résultats des compétitions récentes, les planeurs les plus performants, sont :
  - les monoplaces : --- Diana 2 --- ASW 27 --- ASG 29 --- Ventus 2 --- LS 10 --- DG 808 --- Lak 17B --- HpH 304 (en) ---

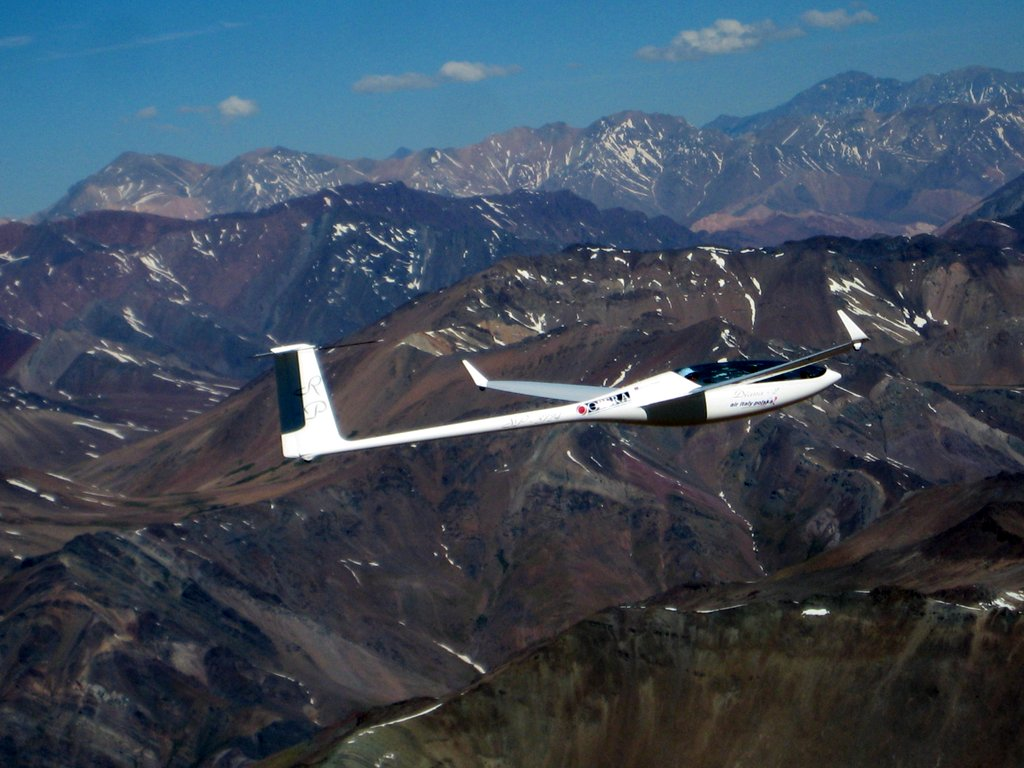
Diana 2
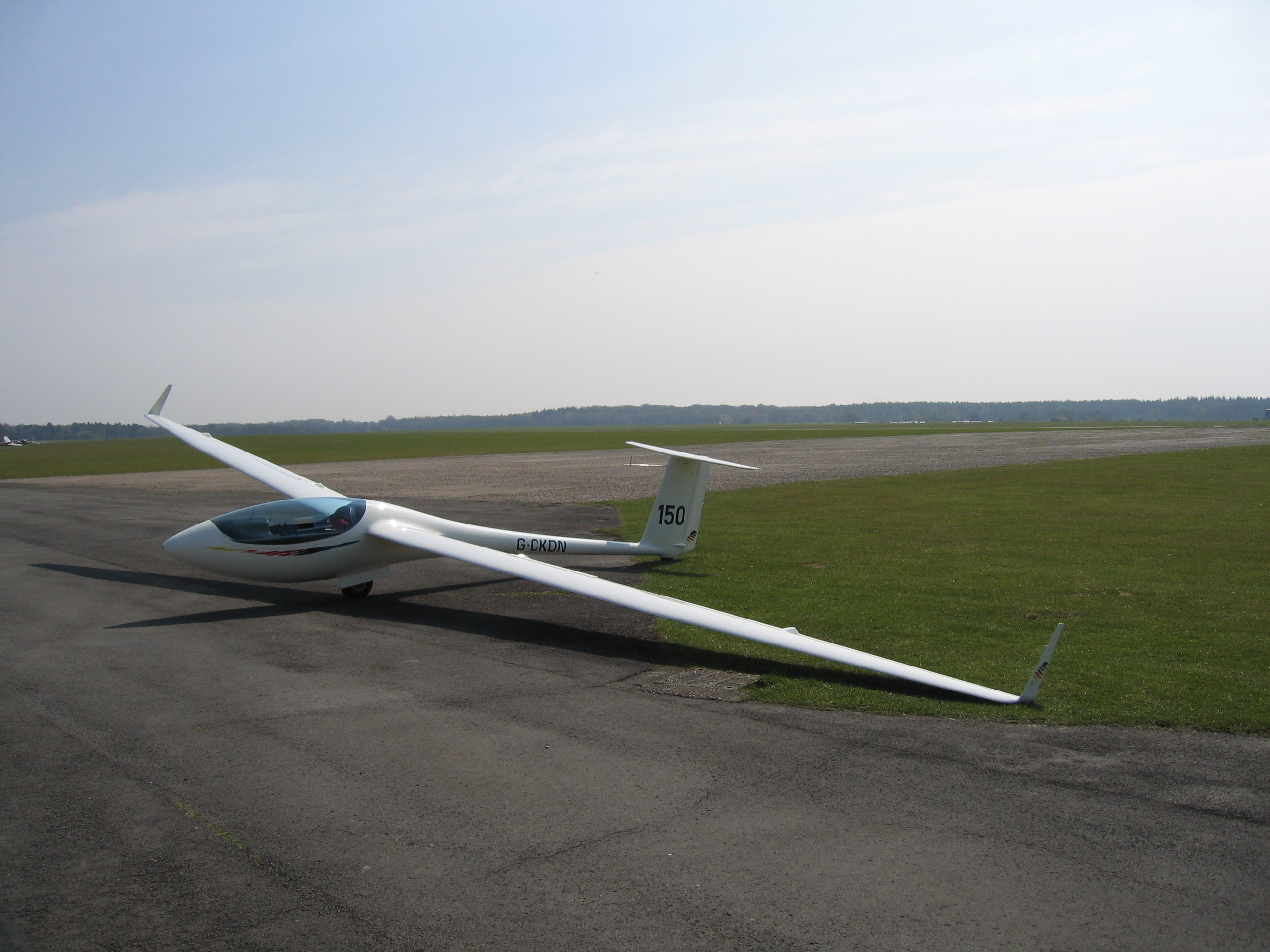
ASW27b
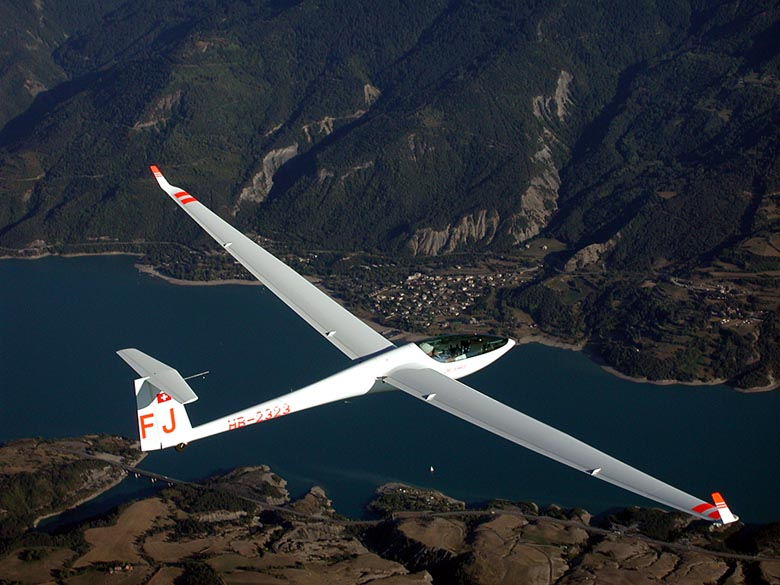
Dg800

## Classe standard
Planeurs monoplaces (envergure : 15 m maxi) et (masse au décollage : 525 kg maxi) et
- Ailes : toutes les méthodes modifiant le profil de l'aile, autres que l'usage normal des ailerons, sont interdites. Les éléments augmentant la portance sont interdits même s'ils sont inutilisables.
- Aérofreins : le planeur doit être équipé d'aérofreins qui ne peuvent pas être utilisés pour augmenter la performance. Les parachutes de freinage sont interdits.
- Train d'atterrissage : le train d'atterrissage peut être fixe ou rétractable. La roue principale doit avoir au moins 300 mm de diamètre et 100 mm de largeur.
- Lest : le lestage avec de l'eau pouvant être évacuée en vol est autorisé (ballastage).

## Classe mondiale (world class)
Le planeur monotype de classe mondiale est le PW-5 dont la conception gagna la compétition de conception de 1994. Tous les planeurs doivent être construits selon la spécification de l'IGC pour la classe mondiale et doivent être conformes à toutes les règles de l'IGC. Aucune modification n'est admise sauf celles approuvées et diffusée par écrit par la FAI vers toutes les NAC au compte de la FAI. 
- Modification du flux d'air : toute modification modifiant le flux d'air autour du planeur est interdite. Cela inclut, mais, n'est pas limité à, l'usage de turbulateurs, de carénages, de traitement de surface spéciaux. Les seules exceptions sont :

1. un fil de laine ;
2. une sonde d'énergie totale ;
3. la bande adhésive fermant les hiatus entre le fuselage et les ailes, et entre le fuselage et la queue. La fermeture des hiatus entre les surfaces de contrôles et les ailes ou profondeurs sont interdits.

- Appareillage électrique : les appareils électriques et électroniques sont autorisés, y compris pour les instruments et les aides à la navigation.
- Lest : les lests qui peuvent être évacué en vol sont interdits. Pour une compétition de classe World, une masse doit être spécifiée par le directeur de  la compétition, entre la masse maximale et la plus petite masse possible pour le plus lourd des participants. Pour obtenir cette masse, chaque planeur doit incorporer un ballast fixe, approuvé par l'IGC et qui peut inclure un ballast de queue.
- Contrôle du centre de gravité : tout dispositif capable de modifier, en vol, la position du centre de gravité du planeur est interdit.

## Classe club
Le but de la classe club est de préserver la valeur d'anciens planeurs de performance, en fournissant un championnat mondial bon marché et de grande qualité, et de permettre aux pilotes qui n'ont pas accès aux planeurs du plus haut standard de performance de prendre part à des compétitions au plus haut niveau.
- Inscription : la seule limitation pour l'acceptation d'un planeur dans une compétition de classe club est qu'il soit dans la plage de facteurs de handicap autorisés pour cette compétition.
- Lest : le lestage avec de l'eau est interdit
- Décompte des points : un championnat de classe club doit être coté en utilisant les formules qui tiennent compte des handicaps

## Classe multiplaces 20 mètres
- Inscription : la classe 20 m multiplaces reprend les planeurs multi-sièges ayant un équipage de deux personnes. Si des handicaps sont appliqués, alors il doit être dans la plage de facteur de handicaps autorisés pour cette compétition.
- Équipage : l'équipage doit être constitué de deux pilotes qui représentent la même NAC (?) et ont une licence attribuée par la même NAC. L'équipage gagnant reçoit conjointement le titre.
- Ailes : l'envergure ne peut pas dépasser 20 mètres.
- Lest : le lestage avec de l'eau pouvant être évacuée en vol est autorisé.
- Décompte des points : un championnat de classe 20 mètres multi-siège peut être coté en utilisant les formules qui tiennent compte des handicaps.

## Exemples de planeurs figurant dans les classes
- La classe mondiale : par définition un seul modèle est admis, le PW-5 « Smyk » (nom polonais signifiant « Galopin »).
- La classe « club » : planeurs anciens ayant encore des performances honorables. Pratiquement toute machine dont le handicap est connu, peut participer à des compétitions si son handicap est dans la plage retenue pour ce concours. Certain planeurs figurant dans cette classe sont aussi des machines de classe standard, course ou libre. 
  - le Cirrus Standard de Schempp-Hirth ;
  - les LS1 C, D, F de Rolladen-Schneider Flugzeugbau ;
  - les Libelle (en) de Glasflügel (en) ;
  - le Centrair Pégase C101.
- La classe (20 m) :
  - Duo Discus
  - Arcus
  - DG 1001 (Réf: Compétitions 2010)
- la classe « libre » : 
  - ASW 22BL
  - Nimbus 4 et Nimbus 4D
  - ASH 25
  - Lak 20
  - Eta (réf. : compétitions 2010)